# یلو راک (کنتاکی)
یلو راک (به انگلیسی: Yellow Rock) یک منطقهٔ مسکونی در ایالات متحده آمریکا است که در شهرستان لی، کنتاکی واقع شده‌است. یلو راک ۲۰۰٫۸۷ متر بالاتر از سطح دریا واقع شده‌است.